# Il padrone del male
Il padrone del male (Lord of the Shadows) è l'undicesimo libro della saga di Darren Shan e secondo libro della trilogia Vampire Destiny dello scrittore inglese Darren Shan.

## Trama
Darren, riunito con il Circo degli Orrori, fa ritorno alla sua città natale, dove è iniziato tutto, da cui è stato lontano negli ultimi diciotto anni. Il vampiro continua a essere tormentato da incubi riguardo al Signore delle Ombre e scopre che la sorellina Annie Shan è ora cresciuta e vive felicemente con un figlio nella loro vecchia casa, decidendo di non disturbarli rivelando di essere ancora vivo. Una notte compra un biglietto per il Circo degli Orrori un bambino di nome Darius che pone strane domande e agisce in modo misterioso, incuriosendo Darren e Harkat. Il vampiro si incontra anche con Tommy Jones, un suo vecchio amico diventato un famoso giocatore di football, il quale lo riconosce. Si inventa allora una scusa per giustificare la sua scomparsa e finta morte, dicendogli di essere affetto di una rara malattia che non lo fa crescere fisicamente e che è stato lontano per molti anni per farsi curare. Tommy è felice di rivederlo, dandogli un biglietto delle semifinali per farlo vedere giocare.
Verso la fine della partita Darren vede Reggie Veggie e un Vampiro Killer uccidere Tommy; li insegue in un vicolo oscuro dove trova Steve Leonard e Gannen Harst assieme a Darius, figlio di Steve che è stato iniziato dal padre e trasformato in mezzo-vampiro. Il ragazzino ferisce Darren con la balestra di Steve e il vampiro fugge, venendo soccorso da un gruppo di senzatetto che lo portano dai loro leader, overo Debbie e Alice, le quali sono riuscite a reclutare diversi vagabondi per il loro esercito volto a contrastare i Vampiri Killer. Riunito con il resto della banda, Darren si prepara per l'ultimo incontro con Steve previsto dalla profezia di Mr. Tiny. Nel frattempo il Signore dei Vampiri Killer e il suo esercito hanno attaccato il Circo degli Orrori e Steve ha rapito il piccolo Shancus, figlio primogenito di Evra, caro amico di Darren. Allo stesso modo Darren e i suoi amici sono riusciti a prendere Darius, quindi i due si accordano per trovarsi e scambiare i due ostaggi.
Durante l'incontro, tuttavia, Steve inaspettatamente spezza il collo a Shancus uccidendolo e sfida Darren a fare lo stesso con Darius. Accecato dall'ira e dal dolore Darren sta per eseguire, ma Leonard lo deride affermando che non sa chi stia veramente uccidendo: dopodiché costringe Darius a dire il nome di sua madre, ovvero Annie la sorella minore di Darren. Ciò ferma il vampiro dal suo intento, rendendosi conto che così avrebbe ucciso suo nipote.